# Kathak

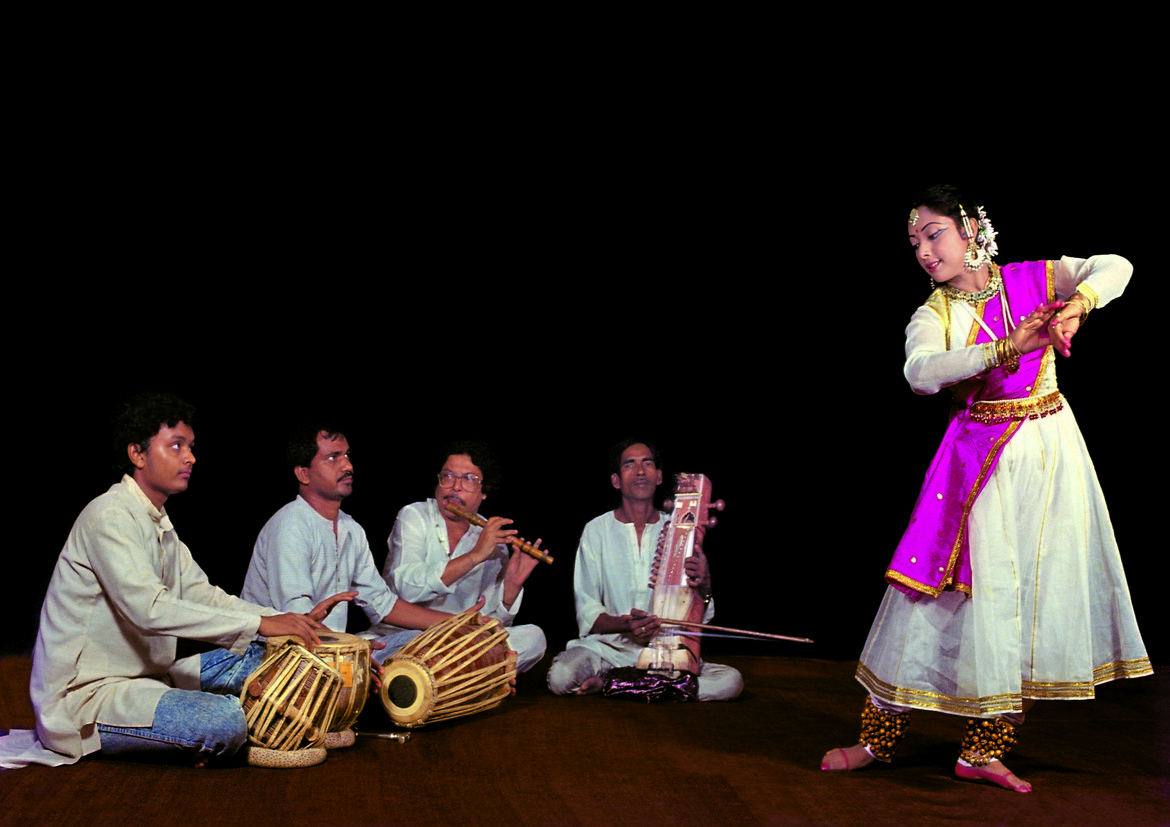
Une danseuse de Kathak accompagnée de musiciens

Le kathak est une danse classique du nord de l'Inde. Dansé par les hommes ou les femmes, l'interprète se tient très droit, et réalise de nombreuses frappes de pieds extrêmement sonores et rapides, accentué par le port de ghungru, ainsi que de nombreux tours sur lui-même ou elle-même, eux aussi caractérisés par leur vélocité. Les mouvements de bras sont aussi gracieux, partant toujours du poignet. Le buste est généralement statique, présentant parfois une faible inflexion lors de la réalisation de certains mouvements de bras ou en fin de passage, lorsque l'interprète prend une pose.
Le costume de danse est une robe, pour les femmes comme pour les hommes, qui souligne notamment les mouvements de tours réalisés par le danseur ou la danseuse. Un pantalon est porté sous la robe, car celle-ci va se soulever lors des tours. La tenue est complétée par un foulard, porté sur le buste ou parfois ramené sur la tête. Enfin, du maquillage et des bijoux sont aussi portés lors des représentations.
La danse possède des pièces de danse narrative, représentant des scènes issues de la mythologie hindoue, utilisant alors les mudras et les expressions du visage (abhinaya), mais également des pièces de danse pure dans lesquels l'accent est mis sur la technicité et la rapidité des mouvements de l'interprète.

## Historique

### Récit historique
La danse Kathak serait d'origine religieuse tirée de la tradition hindoue. Le mot kathak est dérivé du mot sanscrit katha qui signifie histoire, ou de katthaka qui signifie "celui/celle qui raconte une histoire". Les conteurs (kathakara) étaient attachés aux temples dans l'Uttar Pradesh, où naquit Krishna.
Le kathak aurait évolué durant la période islamique vers une forme plus divertissante, moins axée sur la narration de mythes hindoues mais plutôt vers une virtuosité et rapidité dans l'exécution des mouvements. Les moghols furent des mécènes pour les danseuses de Kathak, qui eurent le statut de tawaif, courtisanes.

### Contestation de l'historicité des récits autour du Kathak
Cette thèse de la naissance du Kathak comme une danse issue des temples a été réfutée par la chercheuse Margaret Walker. Elle justifie cela en invoquant notamment l'absence de sources étayant cette thèse. Pour elle, le Kathak moderne est une danse issue de plusieurs types de danse du Nord de l'Inde : les performances des courtisanes moghols (tawaifs), les danses rythmiques et héréditaires d'hommes appelés Kathaks, Bhands, ou Bhagatiya, et des théâtres dansés, parfois religieux, comme le Ras Lila, Ram Lila, et Nautanki.

### Revalorisation lors du renouveau culturel au 20e siècle
Lors du renouveau culturel indien du XXe siècle, le Kathak, précédemment associé à l'impérialisme moghol et britannique, ainsi qu'à une décadence, les courtisanes étant perçues comme des prostituées, fut distancé de son passé pour devenir un des symboles de la culture nationale. Pour la chercheuse Margaret Walker, cette évolution de la danse fut provoquée par un groupe social de danseurs de la caste Kathak. Ces hommes hindous aurait effectué au cours du 19e un "changement de caste", passant de la catégorie de Shudra à celle de Brahmanes. Ces danseurs n'étaient plus associées aux courtisanes et cultivèrent une association entre leurs danses et les temples et la pratique dévotionnelles. Cela permis de détacher le Kathak du stigma de la prostitution qui y était associé. Dès les années 1930 et 1940, lors de la création des premières écoles de Kathak, des jeunes filles et femmes purent venir étudier cette danse maintenant que celle-ci était devenue une activité respectable. La danse Kathak pouvait désormais être présentée comme une tradition indienne pure et ancestrale, pré-britannique et pré-Moghol.

## Caractéristiques
La danse kathak est une danse plutôt soliste, bien qu'aujourd'hui des groupes de danseurs réalisent des chorégraphies à plusieurs interprètes, pouvant être dansée par les hommes ou les femmes. La durée d'une représentation va d'une vingtaine de minutes à plusieurs heures. Au début du spectacle, l'interprète commence parfois par une introduction dans laquelle il va expliquer les compositions qu'il s’apprête à exécuter, et leurs caractéristiques.

### Mouvements

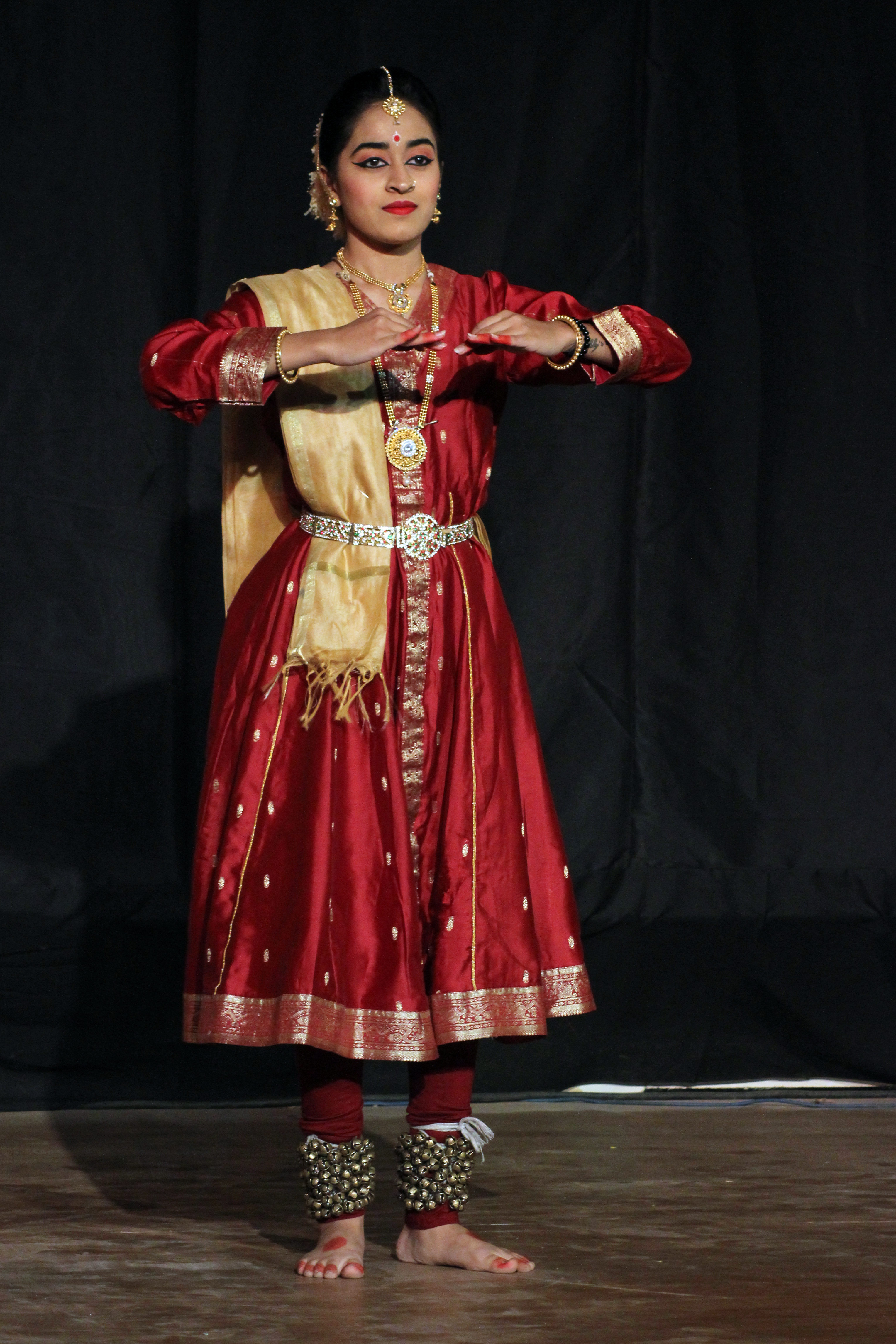
Danseuse de Kathak en position d'étude

Dans toute la danse, le buste bouge très peu. En position initiale de danse, le danseur se tient droit, pied écarté en "V" mais joint par les talons (sans que les talons se touchent car le port de ghungru ne le permet pas), et les bras horizontaux, pliés au niveau du coude, main devant la poitrine, en position de mudra arala. Les mouvements des bras sont circulaires et fluides, et partent des poignets. La tête suit les mains lors des mouvements. Le kathak est également caractérisé par des différentes postures dites "statuesques". Le Kathak utilise aussi les mudras (position des mains) bien que dans une moindre importance que d'autres danses classiques indiennes comme le bharata natyam.

#### Frappes de pieds, taatkar

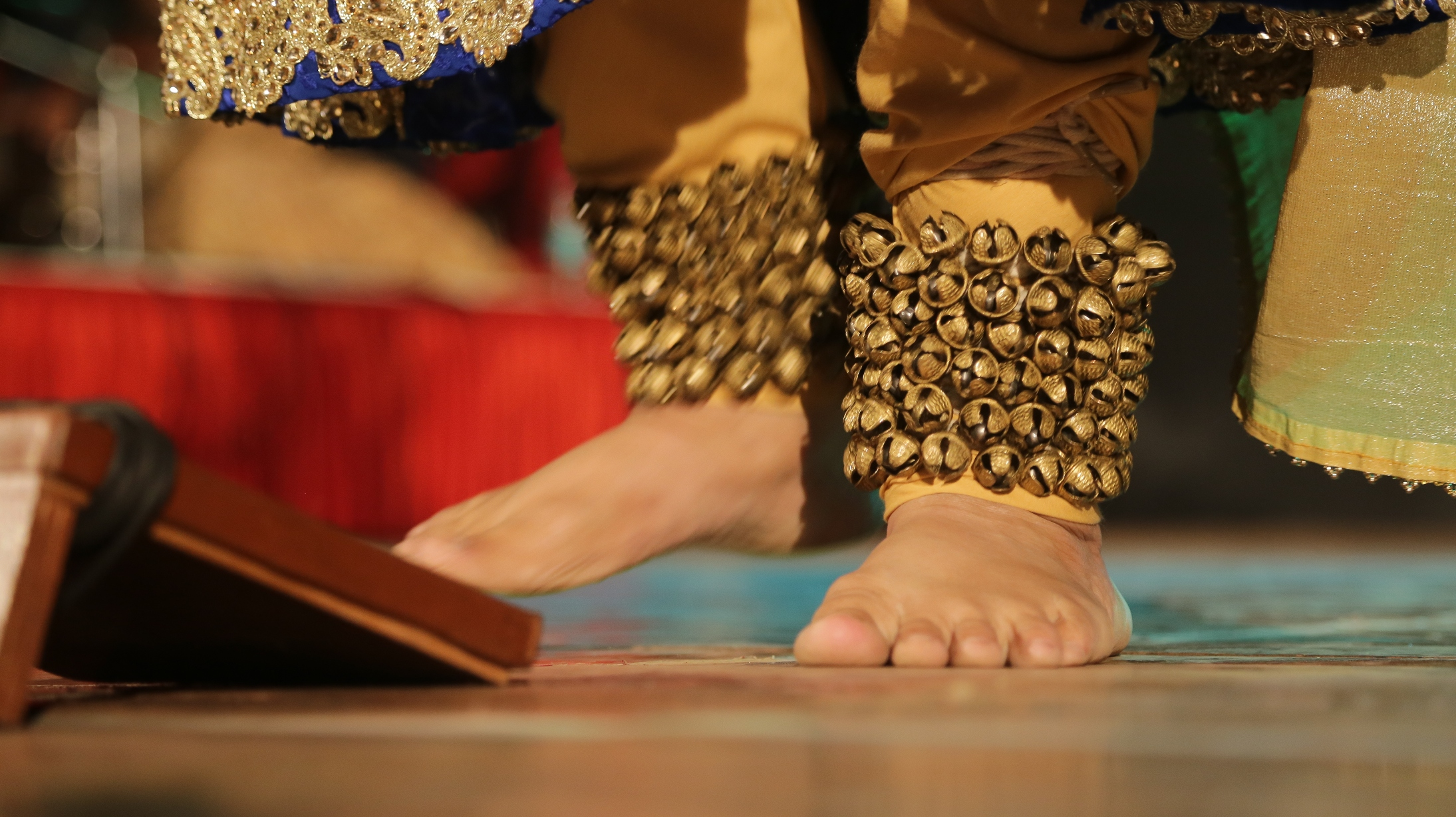
Une danseuse de Kathak portant des Ghungroo (grelots de chevilles) réalise un taatkar (frappe de pied))

Le Kathak est caractérisé par des frappes de pieds rapides et rythmées, les taatkar. La pratique de cette frappe, pour pouvoir obtenir un son suffisamment fort, est à la base de l'enseignement traditionnel du kathak, et un cours ou échauffement de kathak commence par la réalisation de taatkar pendant plusieurs dizaines de minutes. La position de pied la plus simple est celle où toute la surface du pieds est en contact avec le sol, mais des variations existent, comme lever seulement le talon et le frapper sur le sol, avec ou sans lever final de la pointe du pied, frapper le sol avec le côté du pied ou avec la pointe du pied seule. Ces variations sont perceptibles notamment car le son des ghungru ne sera pas le même en fonction de la manière dont le pied est frappé. En effet, lorsqu'ils dansent, les danseurs de kathak portent des ghungru, grelots enroulés autour de leurs chevilles, afin de mettre en valeur le son de leurs mouvements de pieds.

#### Tours, chakar

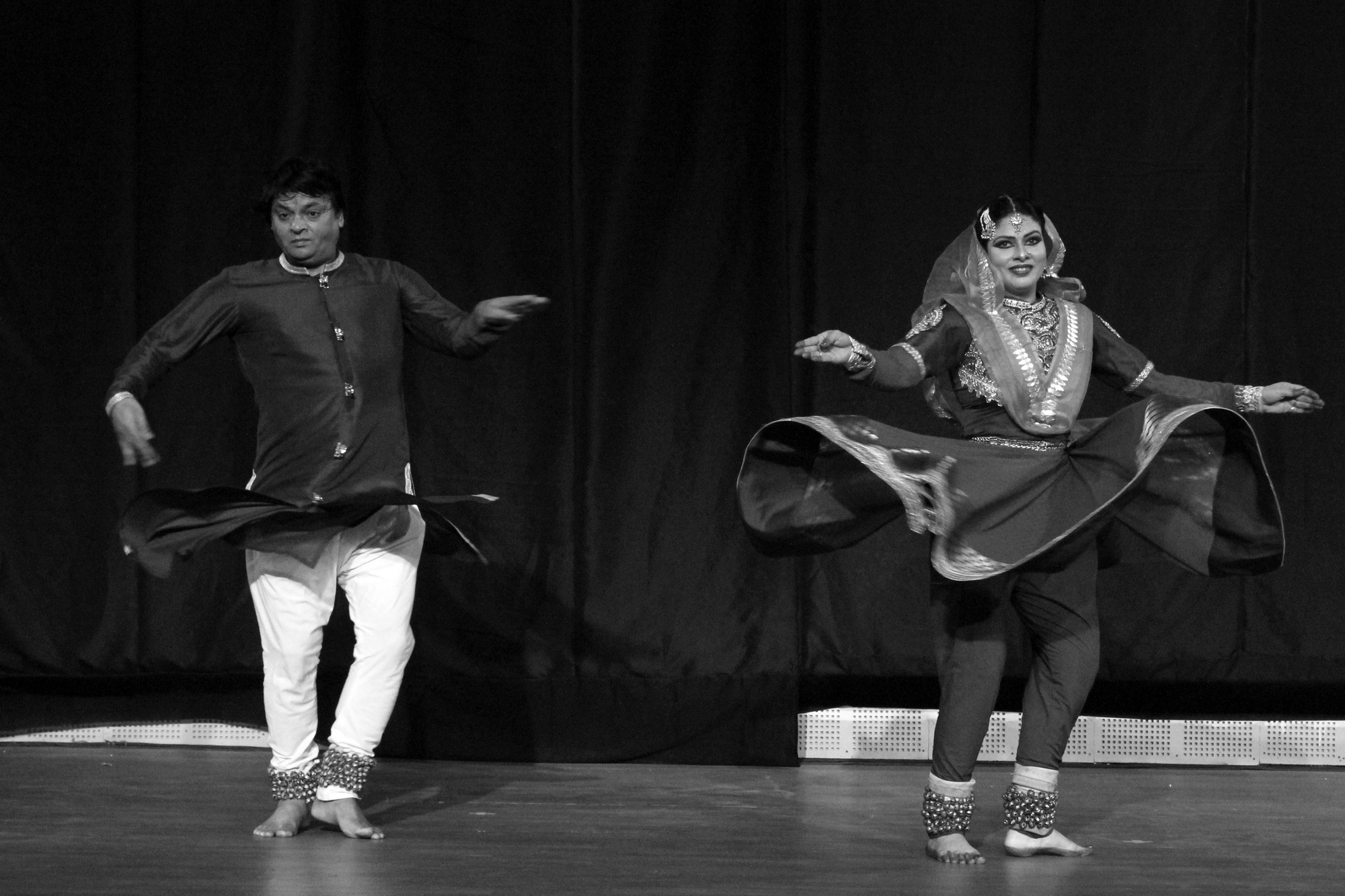
Deux danseurs de Kathak réalisant des tours (chakkars)

Le kathak est caractérisé par de nombreux tours rapides (chakkars).

### Rythmes
La danse kathak commence en tempo lent, vilambit lay (littéralement : rythme lent). Ce tempo va ensuite doublé pour passer en madhya lay (littéralement : rythme moyen), puis encore doubler et passer en drut lay (littéralement rythme rapide).

### Thèmes

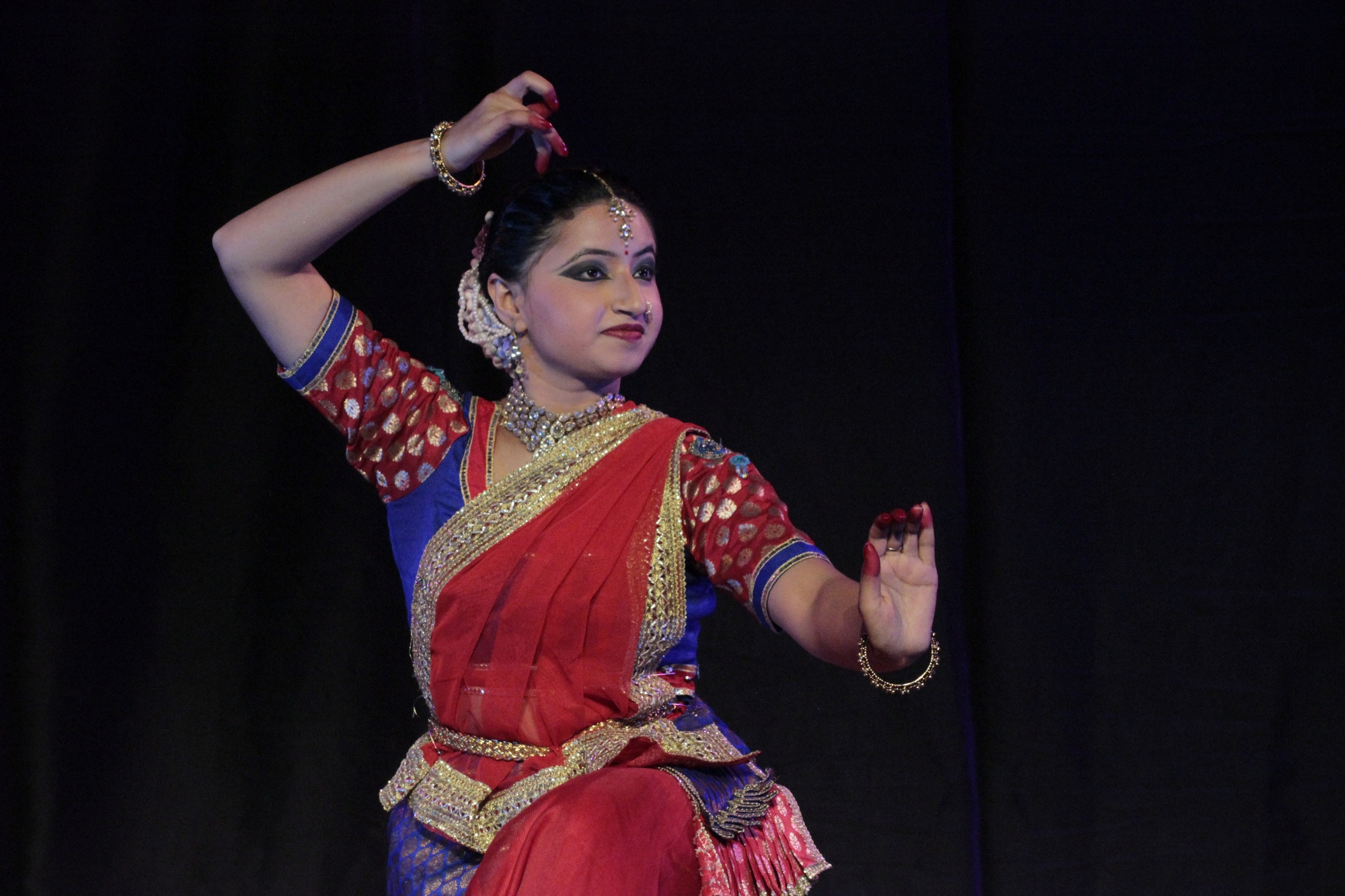
Utilisation des mudras

Les textes sacrés, le Ramayana ou la Bhagavad-Gita, étaient chantés et mimés pour être transmis à un public illettré. Après l'introduction propitiatoire, les passages de danse pure et narrative alternent. La danse commence progressivement et le rythme s'accélère. Le danseur doit posséder de grandes qualités physiques tout en gardant une certaine grâce malgré la vitesse d'exécution de sa danse.

### Costume

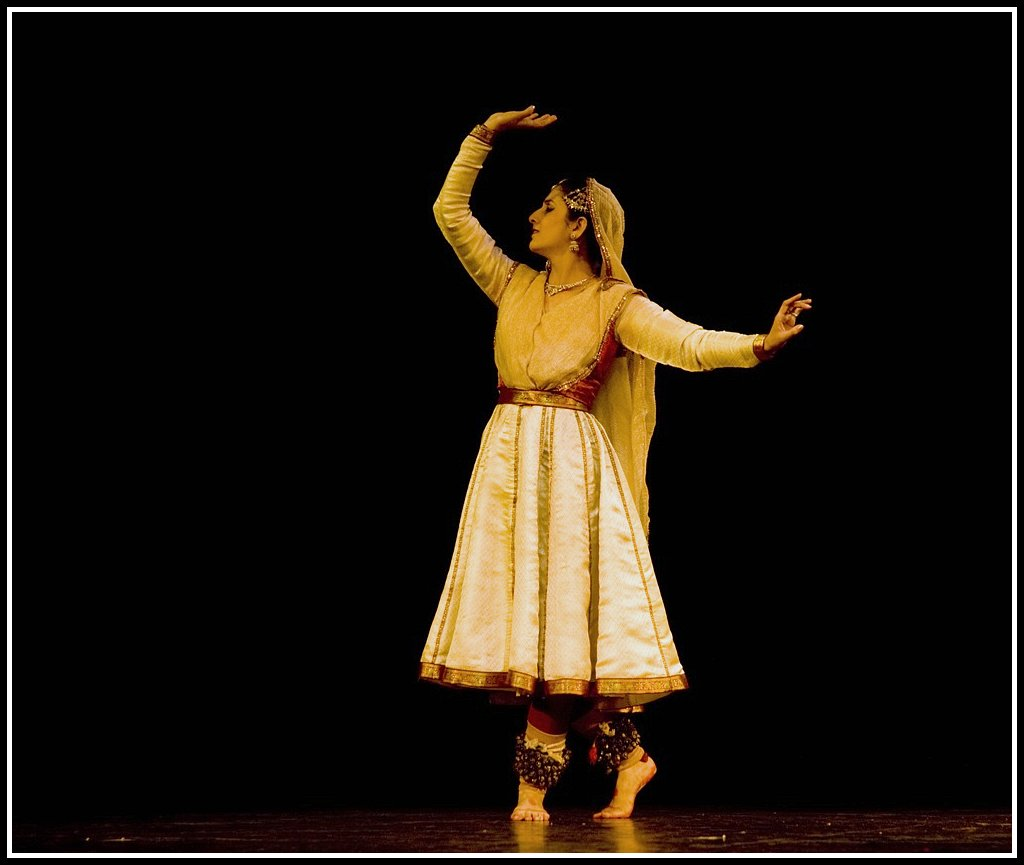
Une pose caractéristique du Kathak

Le costume d'un danseur de Kathak est composé d'une longue robe évasée, ce qui permet une plus grande liberté de mouvement, ainsi que des pantalons (churidars). Les costumes sont souvent de couleurs très variées. Le maquillage souligne les yeux du danseur, afin d'attirer l'attention du spectateur sur ceux-ci.

### Musique
La danse est accompagnée de musique hindoustanie, traditionnellement jouée par des véritables musiciens, qui peuvent improviser et ainsi faire improviser le danseur ou la danseuse en même temps. Le rythme est marqué par la tabla.
Aujourd'hui, le recours à des enregistrements de musique est répandu.

## Quelques interprètes notoires
Au nombre des interprètes célèbres du kathak, on compte Kumari Kamala, Maya Rao, Shambhu Maharaj, Sunder Prasad, Birju Maharaj, Damayanti Joshi, Gopi Krishan et plus récemment le danseur et chorégraphe contemporain britannique Akram Khan, Sharmila Sharmea et Aditi Mangaldas. Il y a des danseurs et des danseuses de kathak dans le monde entier.
Certains chercheurs notent qu'il y aurait des similarités entre la danse kathak et le flamenco.

### Le kathak au cinéma
- 1958 : Le Salon de musique,  Satyajit Ray